# Contenido de CO2
El contenido de  CO2 (también conocido como CO2 total) es un examen de sangre que usualmente aparece en perfiles químicos o de electrolitos. El valor mide el dióxido de carbono total (CO2) disuelto en la sangre. Se determina combinando el bicarbonato (HCO3) y la presión parcial del CO2 multiplicada por un factor (generalmente 0.03) que estima la cantidad de CO2 puro que está disuelto en su forma natural.
El valor normal del CO2 en sangre equivale a 23 - 30 mEq/L (mmol/L en el SI) en adultos y ancianos, 20 - 28 mEq/L en niños y lactantes y 13 - 22 mEq/L en recién nacidos.